# Río Arrayanes

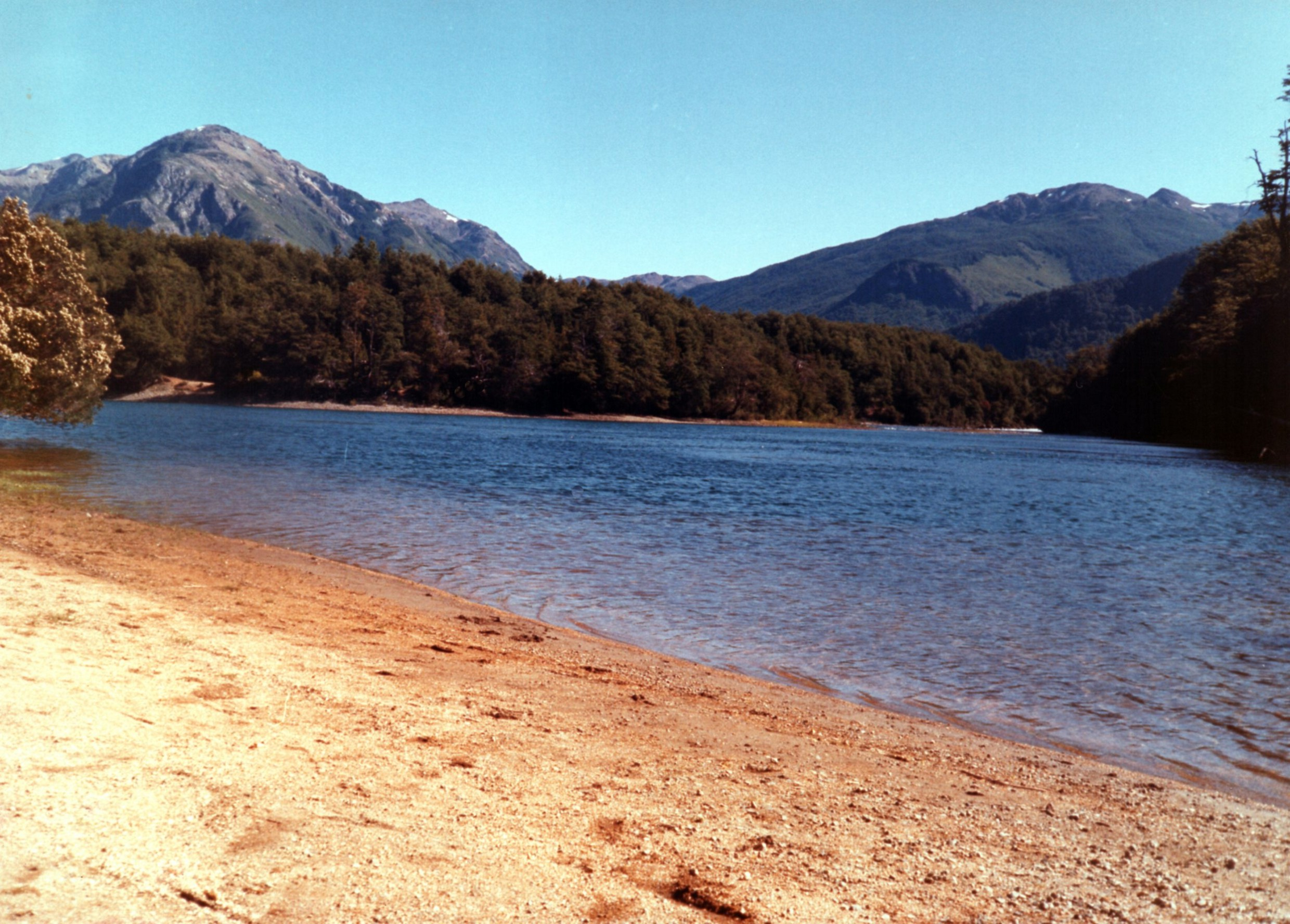
Plage de sable en bordure du río Arrayanes

Le río Arrayanes est une rivière de Patagonie argentine qui coule dans le nord-ouest de la province de Chubut. Il appartient au bassin du río Futaleufú, qui passant d'Argentine au Chili déverse ses eaux dans l'océan Pacifique.

## Description générale
Il naît en Argentine dans la province de Chubut, en Patagonie. Il recueille les eaux du lac Verde dont il est l'émissaire.
Après un parcours de plus ou moins 5,5 km, il débouche dans le lac Futalaufquen. 
La rivière appartient au bassin du río Futaleufú, fleuve qui, devenu río Yelcho, se jette dans l'océan Pacifique en territoire chilien. 
Son trajet fort court se situe dans le parc national Los Alerces, tout comme les deux lacs qu'il unit. 

## Parc national et tourisme
Le río fait partie d'un des circuits les plus fréquentés du parc national en question, étant considéré comme une de ses principales attractions touristiques. Le superbe paysage qui entoure son lit des deux côtés est composé de forts beaux arbres arrayans (l'arbre auquel il doit son nom). Magnifiques aussi sont les deux lacs situés en amont et en aval de son cours, les hautes montagnes aux cimes enneigées aux quatre points cardinaux et aussi l'impactante couleur turquoise de ses eaux. La transparence de celles-ci permet de voir la flore de son lit ainsi que les truites qui attendent d'être pêchées. 
Des embarcations rendent possible un parcours fluvial, et cela grâce au fait qu'en été la rivière conserve un important débit. Il faut souligner que le río Arrayanes est l'unique cours d'eau du parc où la navigation est permise, et seulement pour des embarcations à moteur ayant une vitesse minimale.

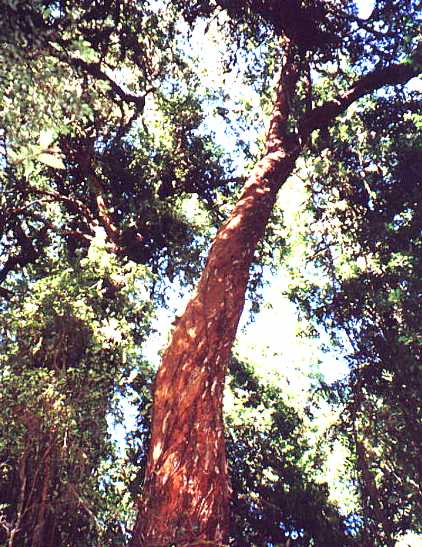
Forêt de Luma apiculata ou arrayans

## Sources
- «Cuenca del río Futaleufu», entrada del Sistema Nacional de Información Hídrica.